# 幽靈人種
《幽靈人種》（英語：Re-Animator，或稱為）是一部1985年美國喜劇恐怖片，大致改編自H·P·洛夫克拉夫特的1922年短篇小說《賀柏·韋斯特—屍體復生者》。電影由史都華·戈登執導並與丹尼斯·保利、威廉·J·諾里斯（William J. Norris）共同編寫劇本，傑佛瑞·可姆斯主演發明屍體復生藥劑的賀柏·韋斯特。劇情講述韋斯特和同學丹·肯恩（Dan Cain，布魯斯·艾伯特飾演）開始在屍體上測試藥劑，卡爾·希爾醫生（Dr. Carl Hill，大衛·蓋爾飾演）迷戀上肯恩的未婚妻（芭芭拉·克蘭普頓飾演）並企圖將發明占為己有，雙方引起衝突。
《幽靈人種》最初由戈登設計成舞台劇製作，後來成為半小時的電視試播，電視劇本最後被修改成長片。布萊恩·尤茲納賞識劇本並與查爾斯·班德的帝國影業合作，主要拍攝於1984年11月展開，歷時18天。電影1985年10月18日在美國上映，院線評為X級，後來剪了R級版出售於影帶出租店。《幽靈人種》贏得影評界和觀眾間好評如潮，表演、怪誕的幽默和特效均受讚賞，更在之後取得邪典電影地位。身為系列首作，隨後推出續集《幽靈人種2：再續人種》（1990年）和《幽靈新人種》（2003年）。

## 劇情
在瑞士苏黎世大学醫學院，賀柏·韋斯特將他死去的教授漢斯·葛魯勃醫生起死回生。然而，引起可怕的副作用，葛魯勃的反應如同喪屍，最後原地毀滅。此失敗被韋斯特認定為復生藥劑量太大所致。當被指控殺害葛魯勃時，韋斯特反駁：「我賦予他生命！」
韋斯特來到美國麻薩諸塞州阿卡姆的密斯卡托尼克大學繼續學醫。他從醫學生丹·肯恩那租了一間房間，並將房子的地下室改造成他自己的私人實驗室。韋斯特利用自己的復生劑讓丹的死貓魯弗斯重生，來說服丹協助自己。醫學院院長的女兒兼丹的未婚妻梅根·赫斯利目睹這一幕而嚇壞。
丹試圖告訴赫斯利院長昨晚韋斯特成功復活貓的成果，但院長不相信他，反認為丹和韋斯特已發瘋。被學校排除在外後，韋斯特和丹偷偷溜進停屍房對人體測試藥劑，嘗試證明藥劑有效，從而挽救他們的醫療事業。他們注射的屍體復活但卻成了瘋狂且具怪力的喪屍狀態。赫斯利院長到達現場時遭復活的屍體殺死，韋斯特然後用骨鋸殺死了屍體。韋斯特對院長新鮮的屍體感到興奮，將復生劑注入後者體內。赫斯利院長重生，但同樣處於喪屍狀態，嚇到了梅根，丹因震驚而倒下。
赫斯利院長的同事卡爾·希爾醫生是該醫院的教授和研究員，負責照顧赫斯利，並將後者安置在自己辦公室附近的一間帶襯墊的觀察室中。希爾醫生透過外科手術切除了腦葉作研究。在手術過程中，他發現赫斯利死而復生，而非生病。他前往韋斯特的地下室實驗室，勒索對方交出他的藥劑和筆記，企圖侵占韋斯特的發明來享譽業界。韋斯特在希爾醫生專心觀察顯微鏡的載玻片時，用鏟子從後面重擊他、順勢斬首。然後韋斯特分別復活了希爾醫生的腦袋和身體。當韋斯特正在詢問希爾醫生的頭並做筆記時，對方的身體偷偷從身後打昏他。屍體帶著韋斯特的藥劑、筆記並提著腦袋前往希爾醫生的辦公室，更指示赫斯利院長從丹手中綁走梅根。
希爾醫生在停屍間利用腦部手術和藥劑復活了其他幾具屍體，他還能藉由心靈感應控制其他屍體。在被復活的父親抬到停屍房時，梅根陷入昏厥。希爾醫生脫光她的衣服，將她失去知覺的身體綁在桌子上。當希爾的身體和血腥的斷頭開始性侵犯她時，她恢復了知覺。希爾將自己的頭放在梅根的雙腿之間，但被前來的韋斯特和丹打斷。韋斯特分散了希爾醫生的注意力，而丹則放走了梅根。希爾醫生控制了其他屍體起身攻擊他們。然而，梅根的聲音再次喚醒了父親的保護欲，當丹和梅根逃跑時，赫斯利與其他屍體搏鬥，並砸爛希爾的腦袋。在隨後的混亂中，韋斯特向希爾醫生的身體注射了致命的過量藥劑，對方的身體迅速變異並用腸子攻擊了韋斯特；韋斯特自認無法掙脫下，要求丹保護好自己的研究成果。丹取回在帶著梅根離開前拿走裝有復活藥劑和筆記的提包。
當丹和梅根逃離停屍房時，其中一具復活的屍體襲擊並勒死了梅根。丹將她帶到醫院急診室並試圖喚醒她，但對方已回天乏術，宣告死去。絕望的丹為她注射了韋斯特的藥劑。畫面逐漸變黑後，能聽見已復活的梅根尖叫起來。

## 演員
- 傑佛瑞·可姆斯飾演賀柏·韋斯特（英语：Herbert West）[7]
- 布魯斯·艾伯特飾演丹·肯恩（Dan Cain）[7]
- 芭芭拉·克蘭普頓飾演梅根·赫斯利（Megan Halsey）[7]
- 大衛·蓋爾飾演卡爾·希爾醫生（Dr. Carl Hill）[7]
- 勞勃·桑普森（Robert Sampson）飾演狄恩·艾倫·赫斯利（Dean Alan Halsey）[7]
- 艾爾·貝里（Al Berry）飾演漢斯·葛魯勃醫生（Dr. Hans Gruber）[8]
- 卡羅琳·伯迪-戈登（Carolyn Purdy-Gordon）飾演哈洛醫生（Dr. Harrod）[8]
- 伊恩·派翠克·威廉斯（Ian Patrick Williams）飾演瑞士教授[8]
- 葛瑞·布萊克（Gerry Black）飾演梅西（Mace）[7]
- 彼得·肯特（Peter Kent）飾演復生屍馬文（Melvin the Re-Animated）[8]

## 製作

### 發展

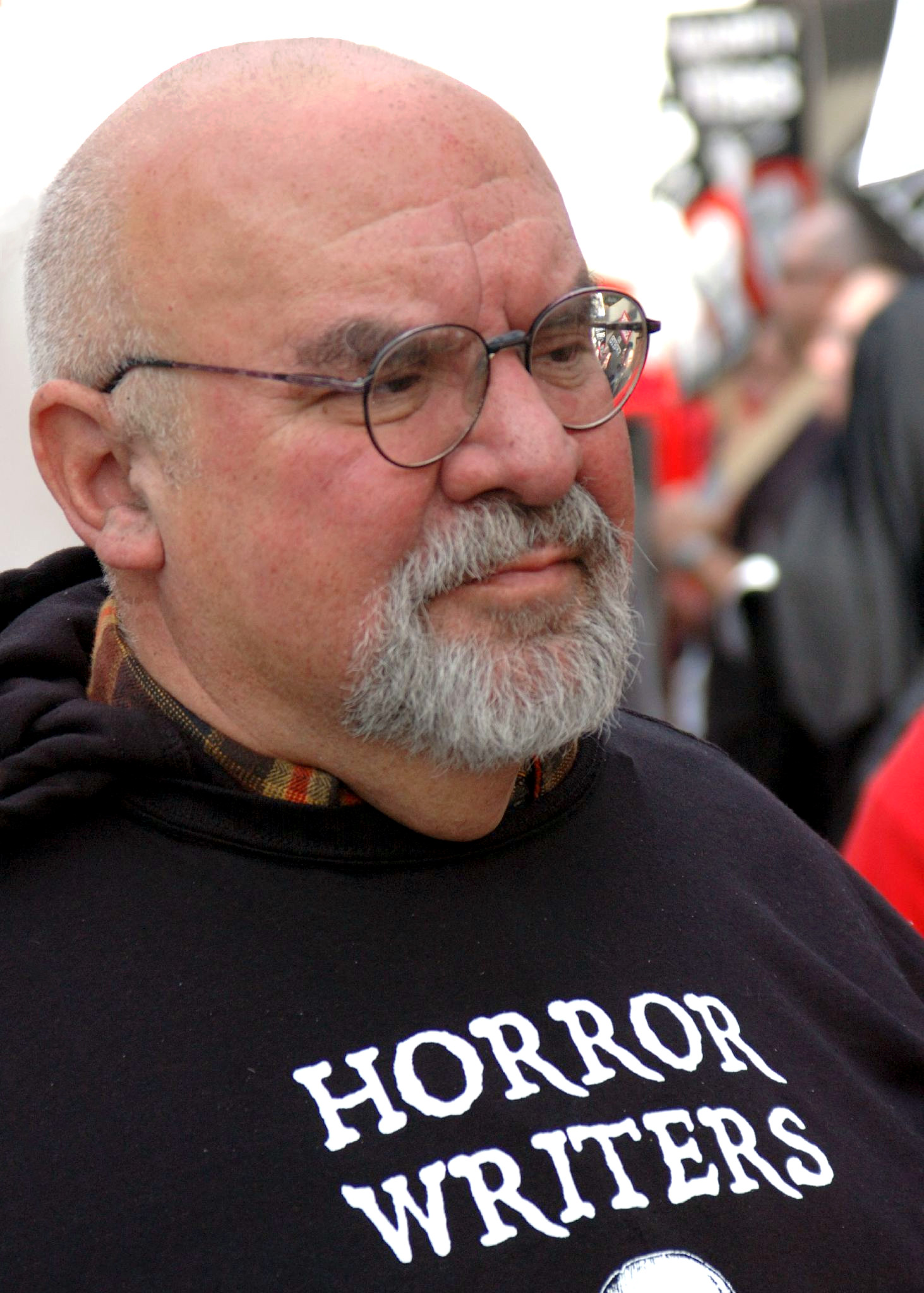
《幽靈人種》為史都華·戈登的首部長片

《幽靈人種》的製作源自史都華·戈登一天晚上與朋友討論吸血鬼電影的想法。他覺得市面上的德古拉電影太多，比較想看科學怪人電影。當有人問他是否讀過H·P·洛夫克拉夫特的1922年短篇小說《賀柏·韋斯特—屍體復生者》時，已讀過作者大部分作品的戈登唯有那早已絕版的故事尚未品鑑。他前往芝加哥公共圖書館閱讀該書的副本，決定改編原作後，與丹尼斯·保利、威廉·J·諾里斯（William J. Norris）花費大量時間創作劇本。
最初，投身戲劇工作的戈登打算將《賀柏·韋斯特》改編成舞台劇，但最後與保利、諾里斯一起決定拍成半小時的電視試播集。原作故事發生在世紀之交，他們認為還原時代的成本過高，而將故事背景改為現代的芝加哥；戈登還打算採用有機劇院公司的演員。他們被告知半小時形式不會受到關注，所以將片長改成一小時，共寫了13集的劇本。曾擔任約翰·卡本特電影《征空雜牌軍》（1974年）的特效技師鮑勃·格林伯格（Bob Greenberg）一再告訴戈登，長片才是恐怖片唯一的市場，並將戈登介紹給製片人布萊恩·尤茲納。戈登向尤茲納呈交試播集和另外12集的劇本；賞識劇本的尤茲納，為了支撐特效技術層面而說服戈登在好萊塢拍成電影。尤茲納與查爾斯·班德的帝國影業簽署發行合約，以換取後期製作服務。缺乏電影經驗的戈登從本片攝影指導馬克·阿爾伯格學習關於拍片的知識。電影以低成本製作，戈登表示：「當你製作一部低成本電影時，所需角色盡可能少，地點也是如此……整部片說白了沒有半點外景。」作為執導的首部長片，導演曾有意拍成黑白電影，以呈現老派怪物電影的氛圍。

### 選角
安東尼·巴納歐（Anthony Barnao）擔任選角導演。洛夫克拉夫特創作的知名角色賀柏·韋斯特由傑佛瑞·可姆斯飾演。當時主力參與舞台劇的他已進入好萊塢拍片，在巴納歐的引薦下，得以接見戈登；當被告知電影改編自洛夫克拉夫特時，可姆斯雖然本身為恐怖和科幻作品粉絲，但從未聽過該作者。與大衛·蓋爾搭檔試演了一場戲，最後兩人都成功拿到各自角色。戈登一眼相中可姆斯，雖然與原作中的藍眼金髮男不同，但仍認定他是韋斯特的最佳人選。
芭芭拉·克蘭普頓在第二輪試鏡花了三個小時才獲得女主角梅根·赫斯利（Megan Halsey），並與當時也在試鏡的布魯斯·艾伯特試演一場戲。前一位獲得該角的女演員被母親閱讀劇本並禁止女兒出演，克蘭普頓順勢接任，導演也在克蘭普頓的公寓排練了兩週。事後，戈登認為克蘭普頓比前任人選更好。艾伯特在片中飾演男主角丹·肯恩（Dan Cain），在拍完片後將自己的電影牛仔夾克給了她，克蘭普頓保留至今並拒絕退還。克蘭普頓在片中戴著一條父親送她的項鍊，但後來被一名來自倫敦的復生屍女演員偷走。
希爾醫生（Dr. Hill）一角起初特別為演員克里斯多福·李而寫，但因拍攝城市的變更而改由蓋爾接任。飾演梅根父親狄恩·艾倫·赫斯利（Dean Alan Halsey）的勞勃·桑普森（Robert Sampson）在拍完復生屍的戲份後，沒洗臉就時接回家，當他停下來加油時，服務員對他說的唯一一句話是「你需要任何幫助嗎？」
片中的「人頭」戲（克蘭普頓被蓋爾的腦袋性侵）成為外界時常提及的「名場面」，但對演員造成影響：據尤茲納所述，讓蓋爾的妻子衝出放映廳並哭喊著「大衛！你怎能這樣？」；克蘭普頓曾堅持要求其他影評人在她赤裸上身下床時閉眼，甚至在接下來的幾年從恐怖活動上從興奮的粉絲手中沒收了一堆相關的淫穢劇照。此外，當梅根的乳房在片中被希爾醫生的手亂摸時，克蘭普頓曾認為那雙手屬於蓋爾，但此時的蓋爾根本無法動彈；可姆斯向她暗示那雙手來自寫出此橋段的戈登。
尤茲納本人飾演了停屍房的一具屍體；因預算不足的緣故，製作會計師芭芭拉·彼得斯（Barbara Pieters）充當飾演一名護士的角色。扮演復生屍的演員們都在基督教青年會受訓，以協調他們擔任殭屍的動作。同時期在同間製片室製作的《魔鬼終結者》（1984年）與《幽靈人種》有所聯繫，包括詹姆斯·卡麥隆的父親客串了坐在梅根身旁、頭部纏著繃帶的住院病人；阿諾·史瓦辛格的替身演員彼得·肯特（Peter Kent）則飾演了第一具復生的屍體。肯特很喜歡《幽靈人種》，之後更推薦戈登執導《魔鬼武器》（1992年）。湯姆·托爾斯曾有意出演肯特的角色。

### 拍攝
1984年11月28日起展開主要拍攝，歷時僅18天。拍攝一星期後，製片人認為有一場戲太暗，所以聘來馬克·阿爾伯格取代原本的攝影指導，但前任拍攝的鏡頭仍保留於正片中。拍完幾週過後，劇組仍回來拍攝原已刪除的開場戲。片中瑞士苏黎世大学外貌採用自美國洛杉磯洛約拉高中，建築內部取自加州理工學院的克爾克霍夫實驗室；洛杉磯的詹姆斯·W·沃茲沃思大樓當成麻薩諸塞州阿卡姆的密斯卡托尼克大學場景；許多室內場景取自好萊塢的西方製片室（Occidental Studios），包括赫斯利住宅以及肯恩的666達克莫爾（Darkmore）住宅。
製作預算僅100萬美元上下，使劇組得即興發揮，例如用漢堡肉來代替乳膠、將屍體演員的生殖器噴成黑色以代替遮掩用的假器官，而螢光色的復生劑則來自拍攝當地一家五金店購買的照明液；韋斯特冰箱中是一隻真的死貓；部分屍檢戲用上了由當地肉類市場提供的牛腦。無頭的希爾醫生可謂化妝效果的一大挑戰。東尼·都柏林（Tony Doublin）負責設計機械效果（mechanical effects），一旦將9至10英寸的頭部從身體上移除，就面臨著畫面比例的問題。他得在每場戲中使用不同的技術。例如，一項打造人體上半身的技術能讓演員蓋爾彎下身子把頭伸進去，呈現出身體拿著人頭的行屍走肉姿態。蓋爾也是低廉預算的受害者，在拍攝斷頭的戲份時常戴著醜陋的假髮匹配他真正的毛髮，並被工作人員反覆用橡膠鏟撞擊頸部（為拍攝斬首戲）。蓋爾拍攝將頭放在托盤洞的戲時，此狀態得待上幾個小時，被迫由可姆斯幫他餵香菸。片中還有蓋爾的身體偽裝並帶著腦袋潛入停屍房的橋段；克蘭普頓事後提出劇組當時從未想過的問題：「與其把假頭放在肩膀上，何不放上他真正的頭？」
戈登將《幽靈人種》描述為「期望有種《屍變》的震撼感、《破膽三次》水準的製作價值。」為了研究，戈登耗費多時和各停屍房的病理學家交談，並從中將對方的黑色幽默轉化成電影元素。化妝師約翰·諾蘭（John Naulin）利用「從庫克縣太平間拍攝的各種不同令人作嘔的鐵青斑和屍體鏡頭」來製作片中令人毛骨悚然的化妝效果。他和戈登還參考一本法医病理学書籍來表現屍體的血液沉澱在體內後，從而產生各種奇怪的膚色模樣。《幽靈人種》是諾蘭參與過的最血腥的電影。過去，他從未在電影中使用超過兩加侖的血；《幽靈人種》卻用上了24加侖。為了避免收到淫穢指控，攝影指導阿爾伯格盡量迴避鏡頭中展現任何生殖器，可謂一大挑戰。

## 音樂
配樂由作曲家李察·班德負責編構，由與父親阿爾伯特·班德共事過的製片人布萊恩·尤茲納所引薦；在電影接近拍完時，李察·班德接下工作。在發現電影如此血腥又怪異後，班德決定在音樂中加入許多幽默元素，以及刻意營造的古怪音調和節奏。《幽靈人種》配樂憑藉與伯納德·赫爾曼在亞佛烈德·希區考克電影《驚魂記》（1960年）的配樂相仿而聞名。樂譜用了大約三個半星期才完成，在義大利與羅馬愛樂樂團共同錄製。班德有意讓《幽靈人種》與《驚魂記》配樂相似，「以此為基調並修改了主題，但保有赫爾曼的感覺。」但也因相似而被影評界認定為「抄襲」；班德表示，主題完全出自他手，不希望被外界認為抄襲自赫爾曼；他補充，除了弦和鼓的運用外，其餘的音樂與赫爾曼無關。
電影原聲帶由瓦雷茲·薩拉班德發行於1985年。席瓦銀幕唱片（Silva Screen Records）1995年12月8日發售《幽靈人種》與《幽靈人種2：再續人種》（1990年）的原聲帶合輯。洛洛地唱片（La-La Land Records）2003年10月21日推出限量3000份的決定版原聲帶。2009年5月11日，英特拉達唱片發售限量1000份的《幽靈人種》和《馬桶妖怪》（1985年，同由李察·班德配樂）原聲帶合輯。蠟像唱片（Waxwork Records）2013年7月30日發行原聲帶的黑膠唱片，包括李察·班德和導演戈登的內頁說明、場景幕後照，以及蓋瑞·普林（Gary Pullin）的原創專輯插圖。2014年1月20日，英特拉達重新發行電影原聲帶。
| 曲目列表 | 曲目列表                       | 曲目列表 |
| 曲序     | 曲目                           | 时长     |
| -------- | ------------------------------ | -------- |
| 1.       | 第一面：序幕（SIDE ONE: Prologue）               | 1:46     |
| 2.       | 主標題（Main Title）                     | 2:19     |
| 3.       | 赫斯利逮到梅格（Halsey Grabs Meg）             | 1:03     |
| 4.       | 赫斯利活起來（Halsey Alive）               | 1:11     |
| 5.       | 第一具屍體復生／屍體被復生（1st Corpse To Be Re-Animated / The Corpses Are Re-Animated） | 4:05     |
| 6.       | 尋找停屍房（Searching For The Morgue）                 | 3:40     |
| 7.       | 等待反應（Waiting For A Reaction）                   | 1:17     |
| 8.       | 梅格與希爾醫生（Meg & Dr. Hill）             | 1:04     |
| 9.       | 身子和魂（Body And Soul）                   | 1:27     |
| 10.      | 第二部分：貓咪實驗（SIDE TWO: The cat Experiment）         | 0:50     |
| 11.      | 赫斯利腦葉切除術（Halsey Lobotomized）           | 1:29     |
| 12.      | 貓在哪？（Where's The Cat?）                   | 2:05     |
| 13.      | 零件，全部零件（Parts, Whole Parts）             | 1:05     |
| 14.      | 尾聲／屍體橫行（End Sequence/Corpses Run Amok）             | 6:00     |
| 15.      | 梅格復生／結束標題（Meg Re-Animated/End Title）         | 3:45     |
| 总时长： | 总时长：                       | 33:06    |

## 發行

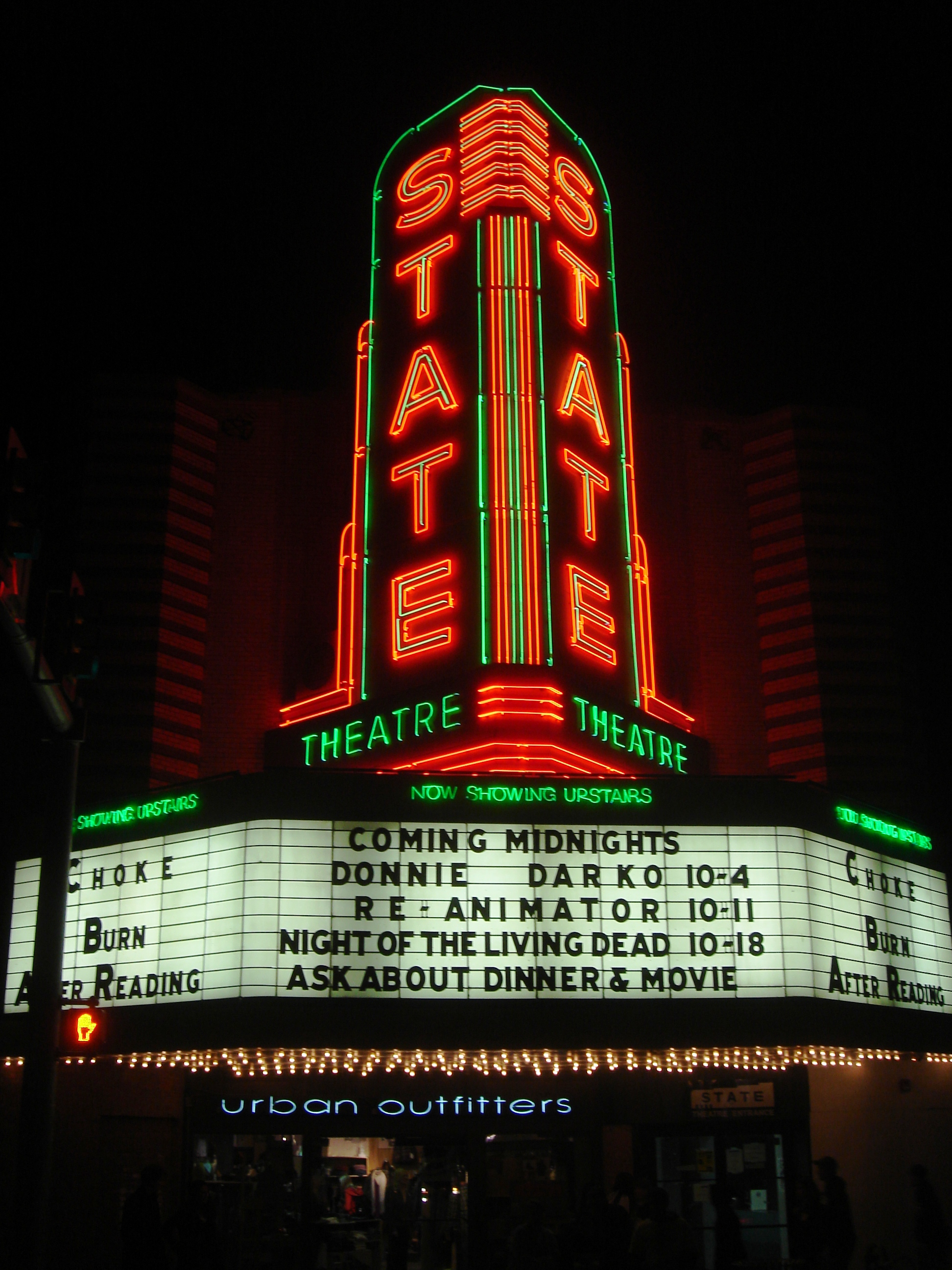
《幽靈人種》2008年在密西根州安娜堡州立影院 (密西根州安娜堡)午夜放映

《幽靈人種》在加利福尼亞州舊金山首次對外試映，後於1985年5月11日登上第38屆坎城影展電影市場放映，對外銷售版權，並贏得影評人肯定。1985年10月18日在美國125間戲院上映，首映週末票房收入54萬美元。為期四週的放映後，北美票房總計202萬美元，表現一般，但收回估計的90萬美元預算。此後數十多年來，電影偶爾在各地戲院午夜放映或重映。2010年5月21日，逢誕生25週年，《幽靈人種》以創作娛樂的恐怖週末項目在加利福尼亞州洛杉磯重映，導演戈登和主要演員群均出席活動。2015年7月30日，電影和戈登的《靈異殺陣》（1986年）被洛杉磯獨立組織美國電影中心選為「80年代生命之夜：新恐怖浪潮」的放映片。

### 分級
《幽靈人種》最初送至美國電影協會（MPAA）審核並期望獲得R級，卻換來嘲笑。面臨必要剪輯但剩餘的素材只剩40分鐘的情況，導演和製片人選擇到坎城影展發酵口碑，最後決定冒著票房失利的風險選擇未分級，而被戲院歸類為X級電影。戈登對此表示：
我們辦到了，按照他們的標準剪輯，這部電影大約只有15分長。我們的版本非常棒，不得不說帝國影業發行未分級的電影實在勇氣可嘉。所以除非你是大片商之類的，否則根本不需要分級……有趣的是，《窗外有藍天》實際上也未分級，一幕完整的正面男性裸體鏡頭就足以被評為X級，所以他們拒絕接受，而是選擇未分級的情況下上映。
因美國租賃政策的規範，不允許影帶商店對外出租未分級（X級）電影，使《幽靈人種》錄影帶最早在市面上有兩種版本：未分級的院線版和經過剪輯的R級版。R級版片長93分鐘，將絕大多數血腥、裸露內容剪掉，取而代之的是為了節奏而剪去的各種情節，包括希爾醫生催眠幾具屍體以使他們聽命於自己的橋段，以及賀柏·韋斯特給自己注射少量藥劑以保持清醒並提神，間接影響他在片中的思考模式。比起R級版，戈登更喜歡未分級版。

### 家用媒體
電影起初於1986年由偉創影視以VHS、LaserDisc和Betamax格式發行，精英娛樂2002年4月30日發售DVD。DVD除了一般版外，還有經過數位修復的「千禧版」（Millennium Edition）；千禧版附有兩則隨片講評，蓋爾因已去世而未參與講評的錄製。
映像娛樂於2012年9月4日發行藍光。箭頭影業2017年8月8日發行經修復的限量雙碟版藍光，2018年5月22日推出FYE限量獨家鐵盒版藍光（單碟）。箭頭2021年1月2日再度推出新版藍光，除了幕後花絮、演員訪談和紀錄片《洛夫克拉夫特電影指南》（A Guide to Lovecraftian Cinema）等附贈內容外，還收錄網站為粉絲製作的實況訪談紀錄片《與死者同獄》（In Prison with the Dead）。
2013年德國藍光版另有新剪輯的「加長版」，將R級的額外素材剪入未分級版本，使電影從原本的86分鐘時長增加至略低於105分鐘。此加長版也發行於其他非美國版中。

## 反響

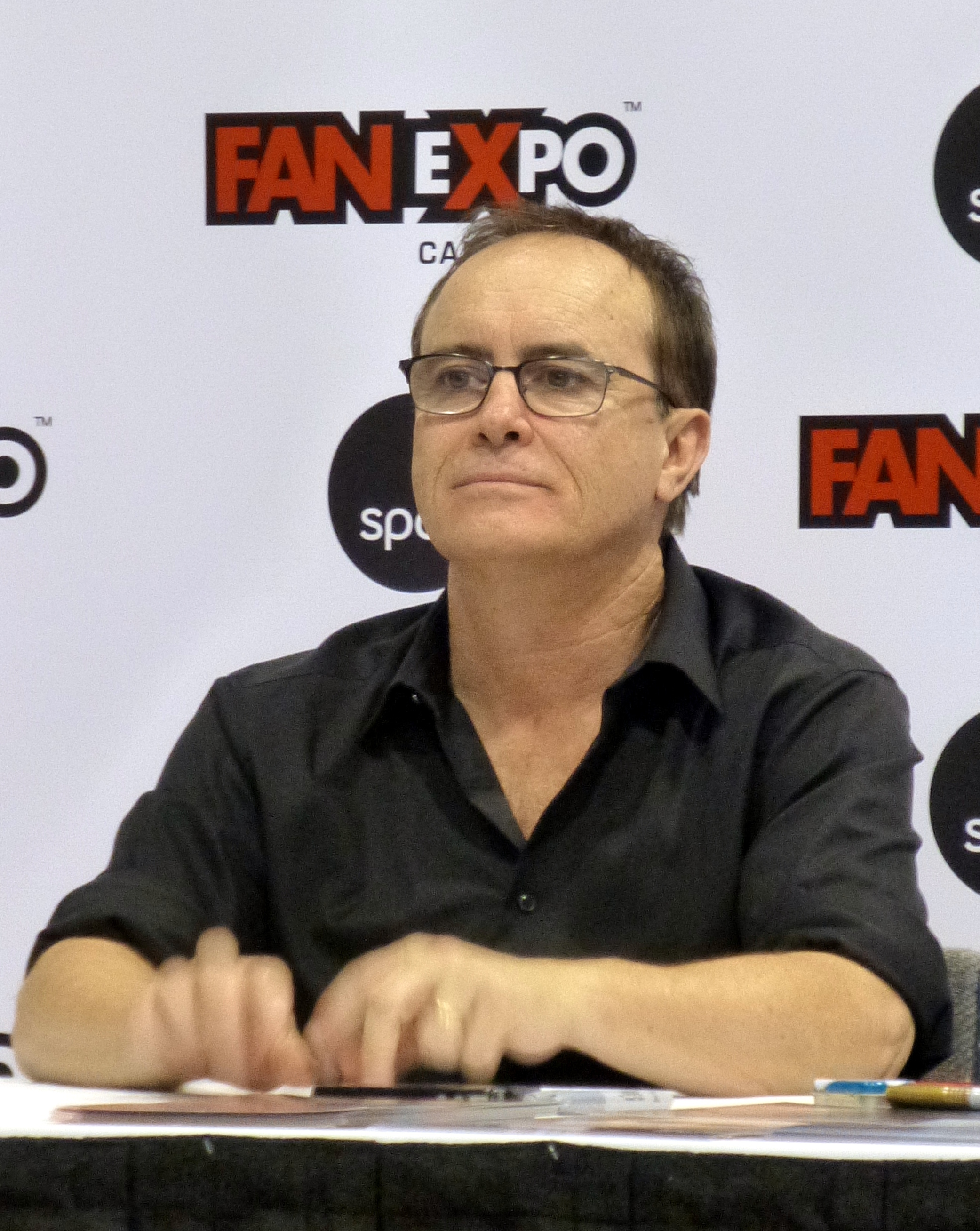
傑佛瑞·可姆斯的演技備受肯定

《幽靈人種》獲得影評界普遍好評，演員的表演、幽默、獨特風格和特效備受肯定。影評人寶琳·凱爾喜歡電影的「美國傻蛋原味」並形容為「通俗版的布魯埃爾；沒有身為超現實主義的自知（和審美意識），但時而達到超現實主義惡趣味玩笑得以在地下漫畫領域打動你。」羅傑·伊伯特從滿分4星中給出3星正評，在評論寫道：「一部讓觀眾發出計程車鳴笛聲和野山羊叫聲的電影，令走出廳外的我差點嚇死但又重新活了過來（否則就要死而復生了）。」《紐約時報》的珍妮特·馬斯林評論：「《幽靈人種》節奏明快又元氣十足，甚至還帶有九成九的普通觀眾不買帳的一絲幽默感。」
《华盛顿邮报》的保羅·阿塔納西歐（Paul Attanasio）讚賞傑佛瑞·可姆斯的表演：「可姆斯並未糊弄看頭十足的韋斯特。目光銳利、臉部僵硬到塗了漆似，可姆斯把韋斯特變成了安東尼·柏金斯模子中脆弱、略帶古怪的精神病患者。」凱文·湯瑪斯（Kevin Thomas）在《洛杉磯時報》也表示：「身材矮小、極度投入且專注的袖珍之人，重頭戲當可姆斯莫屬。」吉恩·西斯克爾在《芝加哥論壇報》的影評中給予電影2.5星（滿分4星）並寫道：「更有創意的劇本或大概配上簡單的音樂，《幽靈人種》也許已變成了可怕版的《洛基恐怖秀》。」同時打趣地調侃：「唉，那些瘋狂的醫生何時才能學會停止亂搞生死法則？」《偏鋒雜誌》的傑里邁亞·基普（Jeremiah Kipp）從滿分4星中給予電影3.5星，認為《幽靈人種》是史都華·戈登最好的電影。《帝國》雜誌的馬克·丁寧（Mark Dinning）給出4星好評，稱讚電影的原創和低預算的製作精神。
反之，《太陽哨兵報》的比爾·凱利（Bill Kelley）給予負評，批評戈登在電影首作的執導技巧和表演都很糟糕，未能帶來任何突破之處，「所謂的可怕情節不過無奇又乏味」。《每日時報》的亞曼達·葛瑞佛（Amanda Greever）評論：「除非你喜歡坎普幽默……電影簡直充斥著荒謬。」據可姆斯所述，電影上映期間，受到主流業界許多人士看不起，有選角導演（多為女性）將電影評為廉價、貶低女性且粗魯，間接影響包含可姆斯在內演員往後的事業。
由於與原作的出入，洛夫克拉夫特的粉絲意見不一。安德魯·貝斯特（Andrew Migliore）和約翰·史崔西克（John Strysik）的《潛伏於後台：H·P·洛夫克拉夫特電影指南》（The Lurker in the Lobby: A Guide to the Cinema of H. P. Lovecraft）一書中寫道：「《幽靈人種》獲得巴黎奇幻、科幻和恐怖影展的一等獎、坎城影展的特別獎，甚至還推出了一系列短命的漫畫書。雖然電影大受觀眾歡迎，但洛夫克拉夫特的粉絲認為玷污了作者而掀起廣大爭議，他們的文學英雄永遠不會寫出如此直白的剝削！但若影迷們如實讀過純粹剝削的『韋斯特』故事，對本片的總批評可能稍顯溫和點；洛夫克拉夫特本人也承認這點。拋開女性愛情和黑色性愛幽默不談，《幽靈人種》確實可謂較忠於原著且成功的改編之作。」
評論匯總網站爛番茄根據61條評論，該片新鮮度達93%，均分7.80／10；共識評論：「幽默及恐怖的完美結合，唯有不形於色的冷面玩笑能勝於《幽靈人種》那血淋淋的恐慌。」在Metacritic網站上根據14條評論而獲得73分，屬「普遍好評」。隨著時間推進，成為受到粉絲愛戴的邪典電影。《幽靈人種》被《娱乐周刊》列入「50部邪典佳片」名單中的第32位，以及「邪典25：自83年以來不可或缺的熱播左派電影」排名中的第14位。2021年，Screen Rant網站將《幽靈人種》列入自家評選的80年代十大恐怖科幻片名單中。
起初，戈登自認電影可能不受影評界歡迎，也不理會影評界的影響，但仍意外業界給予好評。他將口碑發酵歸功於影評標竿羅傑·伊伯特帶起的頭，導致其他影評人開始關注該片。

## 獎項
| 入圍獎項           | 入圍獎項                | 入圍獎項                                       | 入圍獎項 | 入圍獎項 | 入圍獎項 |
| 獎項               | 類別                    | 得獎者或提名者                                 | 結果     | 來源     |          |
| ------------------ | ----------------------- | ---------------------------------------------- | -------- | -------- | -------- |
| 錫切斯國際影展獎   | 最佳電影                | 史都華·戈登                                    | 獲獎     | [ 63 ]   |          |
| 幻想影展獎         | 最佳電影                | 史都華·戈登                                    | 獲獎     | [ 64 ]   |          |
| 幻想影展獎         | 最佳視覺效果            | 安東尼·杜布林（Anthony Doublin）                              | 獲獎     | [ 64 ]   |          |
| 沃里亞茲奇幻影展獎 | 特別提及                | 史都華·戈登                                    | 獲獎     | [ 64 ]   |          |
| 沃里亞茲奇幻影展獎 | 恐懼類獎                | 史都華·戈登                                    | 提名     | [ 64 ]   |          |
| 第13屆土星獎       | 最佳恐怖片              | 《幽靈人種》                                   | 提名     | [ 11 ]   |          |
| 第13屆土星獎       | 最佳化妝                | 安東尼·杜布林、約翰·諾蘭（John Naulin）和約翰·卡爾·伯奇勒 | 提名     | [ 11 ]   |          |
| 第44屆土星獎       | 最佳DVD或藍光特別版發行 | 《幽靈人種》                                   | 提名     | [ 65 ]   |          |

## 影響和後續
因《幽靈人種》翻紅後，克蘭普頓成為時常出演恐怖作品的尖叫女王，並與可姆斯在戈登之後的作品中重聚；可姆斯也成為許多恐怖和科幻片的邀約並成為類型片偶像，但也限制了戲路；儘管想拓寬自己的戲路，但為了錢而來者不拒。他也成為導演戈登與尤茲納電影的常客，包括回歸演出製片人布萊恩·尤茲納親自執導了《幽靈人種》隨後兩部續集：《幽靈人種2：再續人種》（1990年）和《幽靈新人種》（2003年）。布魯斯·艾伯特則僅回歸了《幽靈人種2》。與戈登和另外兩名編劇相比，尤茲納較積極推動該系列的發展；三部續集後的多年來，時常傳出推出第四部電影的消息。尤茲納曾提出第四部電影的想法，名為《幽靈人種島》（Island of Re-Animator），靈感取自H·G·威尔斯小說《攔截人魔島》；以及另一部名為《幽靈人種之家》（House of Re-Animator）的廢棄構想（於2004年提出），講述韋斯特將用復生藥劑令死去的喬治·沃克·布希重生的故事。可姆斯受訪時表示，若有第四部將為重啟之作。當戈登被問及是否想拍前傳時，表示不想讓可姆斯外的年輕演員接演韋斯特，但認為《英國恐怖故事》的哈利·崔德威具有韋斯特風範。
戈登在21世紀初有意將電影改編成音樂劇。2011年，他製作的改編音樂劇在洛杉磯史蒂夫艾倫劇院首演，格拉漢·史吉普被選為韋斯特的演員。
《幽靈人種》在1999年電影《美國心玫瑰情》中被提及；角色萊斯特·伯恩漢姆（Lester Burnham，凱文·史貝西飾演）問瑞奇·費茲（Ricky Fitts，魏斯·班特利飾演）：「你有沒有看過那部身體帶著自己的頭走來走去，然後頭從那寶貝放下來的電影？」兩人笑了起來，瑞奇答：「《幽靈人種》。」知名導演艾德格·萊特和演員吉姆·貝魯西都是電影的粉絲；戈登生前偶爾會在清晨接到貝魯西來電，聽對方說出最愛的台詞：「韋斯特……你這渾蛋！」

## 外部連結
- 官方网站
- 互联网电影数据库（IMDb）上《幽靈人種》的资料（英文）
- AllMovie上《幽靈人種》的资料（英文）
- 豆瓣电影上《幽靈人種》的資料 （简体中文）
- Box Office Mojo上《幽靈人種》的資料（英文）
- 爛番茄上《幽靈人種》的資料（英文）
- Metacritic上《幽靈人種》的資料（英文）